# Janusz L. Dobesz
Janusz L. Dobesz (ur. 1944) – polski historyk sztuki. Absolwent Uniwersytetu Wrocławskiego. Od 2011 r. profesor na Wydziale Architektury Politechniki Wrocławskiej. Autor publikacji „Wrocław. Czas i architektura”, „Wrocławska architektura spod znaku swastyki”, „Architektura wrocławskich dworców kolejowych”.